# La trama (película de 1997)
La trama (The Spanish Prisoner en inglés) es una película estadounidense dirigida por David Mamet, rodada en 1997 y estrenada el 22 de octubre de 1998. 

## Sinopsis
Cuando el científico Joe Ross presenta su invento revolucionario a clientes con importantes recursos financieros en una isla ficticia del Caribe, conoce al siniestro empresario Jimmy Dell. Él ingenuamente le da su confianza y se convierte de esta manera, sin saberlo, en un cómplice de un fraude a gran escala. Cuando Ross se da cuenta del juego peligroso en el que está involucrado es demasiado tarde. 
Cuando un colega de Ross es asesinado, lo buscan como sospechoso. Se dirige a su compañera Susan Ricci, quien debe ayudarlo a obtener pruebas exoneradas. Ross quiere volar de regreso a la isla, donde las cámaras de seguridad del complejo hotelero podrían haber grabado a los conspiradores. Ella lo lleva al aeropuerto, pero intercambia secretamente su billete por uno a Venezuela, un país que se sabe que no tiene tratado de extradición con los Estados Unidos. Además, pone una pistola en su equipaje. 
Ross renuncia al vuelo porque se le ocurre otra manera de demostrar su inocencia. En un ferry, consigue hacer hablar a Ricci. Dell aparece y quiere matar a Ross. Dos turistas japoneses resultan ser agentes del Servicio de Alguaciles de los Estados Unidos. Inhabilitan a Dell con una pistola paralizadora; él y Ricci son arrestados. 

## Recaudación
La trama, con un presupuesto estimado de $10 millones, recaudó aproximadamente $9.6 millones en las taquillas de EE. UU.

## Críticas
- James Berardinelli comparó la película en movie-reviews.colossus.net con las novelas de Franz Kafka y las películas de Alfred Hitchcock.[1]
- La revista de cine TV Spielfilm dice: «Casi tan abismal como una película de Alfred Hitchcock».[2]

## Premios
La película fue nominada para el Independent Spirit Award, el Edgar Allan Poe Award y el Chlotrudis Award .